# Donne fuorilegge
Donne fuorilegge (Outlaw Women) è un film del 1952 diretto da Sam Newfield e Ron Ormond.
È un western statunitense con Marie Windsor, Richard Rober, Carla Balenda e Jackie Coogan.

## Produzione
Il film, diretto da Sam Newfield e Ron Ormond su una sceneggiatura di Orville H. Hampton, fu prodotto allo stesso Ormond tramite la Ron Ormond Productions e la Howco Productions (società alla sua prima produzione cinematografica di proprietà di Joy N. Houck e J. Francis White). Fu girato dal 26 novembre all'inizio di dicembre 1951. Ormond girò le scene con gli interpreti maschili mentre Newfield girò le scene con le interpreti femminili.

## Distribuzione
Il film fu distribuito con il titolo Outlaw Women negli Stati Uniti dal 28 aprile 1952 al cinema dalla Lippert Pictures.
Altre distribuzioni:
- in Danimarca il 23 marzo 1953 (Lovløse kvinder)
- in Portogallo il 7 settembre 1954 (Bandoleiros de Saias)
- in Germania Ovest l'11 febbraio 1955 (Tolle Texasgirls)
- negli Stati Uniti il 15 settembre 1956 (redistribuzione della Howco Productions)
- in Francia (Femmes hors la loi)
- in Italia (Donne fuorilegge)
- negli Stati Uniti (Boot Hill Mamas)

## Promozione
Le tagline sono:
- SHE-DEVILS! No man could resist!
- Six-gun sirens who shoot to thrill!
- Cheating women! Seductive women! Savage women!
- This Is Why Coyotes Howl!